# Papa Urbà I
Urbà I (Roma, ? - Roma, 23 de maig de 230) va ser el dissetè bisbe de Roma, el seu pontificat s'inicia amb la seva elecció el 222 i finalitza amb la seva mort el 230. Segons la tradició, mor com a màrtir i és venerat com sant en diverses confessions cristianes.

## Biografia

### Orígens
S'afirma que Urbà va néixer a Roma i era fill de Poncià.
En termes generals, no se sap gran cosa de la seva vida i història, en alguns casos relats llegendaris. A Alemanya, el consideren el sant patró de la viticultura; durant l'edat mitjana hom l'invocava per trobar remei contra les tempestes, la gota i l'embriaguesa.

### Pontificat
Vers l'any 222 va ser elegit bisbe de Roma per succeir a Calixt I. El seu pontificat, de vuit anys de durada, va ser en un clima de pau relativa per a l'Església primitiva, durant el regnat de l'emperador Alexandre Sever, tolerant amb els cristians.
En aquesta època, precisament, augmenten i creixen les catacumbes romanes i suggereix que la comunitat cristiana va tenir el suport de l'emperador; Alexandre va permetre la construcció d'una nova església en uns terrenys reivindicats pels taverners de Roma, considerant que aquell seria un lloc ideal per a la veneració del déu cristià.
Tanmateix, el cisma d'Hipòlit de Roma, com a antipapa, va continuar, però suposadament no va haver-hi cap mena d'enfrontament directe entre aquest i Urbà.

### Mort
Segons la tradició, fou martiritzat clavant-li un clau dinal enmig del cervell, per això se l'invoca contra els mals de cap, les migranyes i les febres. Sobre la seva mort i lloc d'enterrament hi ha diverses visions. La més tradicional és que va morir martiritzat i després va ser enterrat a les catacumbes de Sant Calixt. Una segona visió afirma que Urbà, probablement, va morir per causes naturals el 23 de maig de 240, per a després ser enterrat a la Catacumba de Pretextat, a la Via Àpia i considera que l'Urbà enterrat a la de Sant Calixt és un altre bisbe. Tanmateix, també se l'ha confós amb un altre Urbà, que va ser enterrat a la Via Nomentana, prenent com a certes les Actes de santa Cecília i no el Liber Pontificalis.
Actualment, la seva festivitat se celebra el 25 de maig, bé que fins a 1969 s'havia celebrat el 9 d'agost.